# Slag bij Mons Colubrarius
De Slag bij Mons Colubrarius was een veldslag in de Gotische oorlog van 436 tot 439. Het was een van de vele gewapende conflicten tussen het Gotische volk en het West-Romeinse Rijk gedurende de eerste helft van de vijfde eeuw. De belangrijkste hoofdrolspelers in de oorlog waren de Visigotische koning Theodorik I en de opperbevelhebber van het westelijke leger generaal Aëtius. De veldslag vond vermoedelijk plaats in de buurt van het Franse dorp Olonzac omstreeks 438.

## De Gotische oorlog van 436-439
In de Gotische oorlog die in 436 losbarstte hadden de Goten aanvankelijk een overwicht, maar werden zij als gevolg van het succesvolle offensief van de Romeinen onder aanvoering van Litorius in 437 gedwongen de wapens neer te leggen. De tegenstanders sloten vrede die echter van kortstondige duur was, want het jaar daarop brak de oorlog in alle hevigheid opnieuw uit. Ook ditmaal waren de Goten de aanstichters en lagen binnenlandse problemen in Spanje en piraterij in het Middellandse Zeegebied hieraan ten grondslag. De Romeinen troffen voorbereidingen voor een nieuwe veldtocht en bij deze gelegenheid nam Aetius hoogstpersoonlijk het bevel op zich.

## Bron
De slag bij Mons Colubrarius is slechts bekend van een bron. De Romeinse dichter Merobaudes verwijst er naar in zijn lofzang ter ere van keizer Valentinianus III en diens opperbevelhebber Aëtius:
«Alle krachten van de Goten... waren met hun koning op pad gegaan om Romeins grondgebied te verwoesten... Op de berg die de Ouden noemen... Slangenberg [Mons Colubrarius]... hij verraste zoals zijn gewoonte is en doodde de grootste deel van de vijand; Toen de infanterie-eenheden, die zeer talrijk waren, eenmaal op de vlucht waren geslagen, achtervolgde hij zelf de verspreidende cavalerietroepen en overweldigde degenen die standvastig stonden met zijn legermacht, en degenen die vluchtten met zijn gretige snelheid. Kort daarna verscheen de koning met zijn resterende troepen ten tonele en was stomverbaasd bij het zien van al de vertrapte lichamen... [hier eindigt de tekst].« Merobaudes, Panegyric 1, fragment IIA, 10f
Deze lofzang werd in 438 uitgesproken door Merobaudes bij de feestelijke onthulling van een standbeeld van de generaal in opdracht van de keizer. Volgens historici als Ian Hughes moet de veldslag waarnaar de hofdichter in zijn gedicht verwijst plaatsgevonden hebben in de Gotische oorlog van 436-439. Aetius werd bij die gelegenheid geëerd voor zijn overwinning op de Goten.

## De veldslag
Uit de lofzang valt op te maken dat Aetius zijn overwinning niet behaalde na een conventioneel verlopen veldslag. Hier stonden voorafgaand aan de strijd geen twee legers tegenover elkaar. Aëtius verraste de Goten toen hun aanvoerder Theodorik afwezig was met een deel van zijn leger.
Aetius behaalde een belangrijke overwinning, want naar verluidt slachtte hij op het slagveld 8.000 Goten af.Hoewel de omvang van de overwinning en het aantal door de Goten geleden verliezen ongetwijfeld door Merobaudes worden overdreven – aangezien dit een lofzang was – lijkt het erop dat Theodorik een zware tegenslag moest incasseren. Echter was de nederlaag niet definitief, want de Gotische koning weigerde te capituleren en hierna duurde de oorlog voort tot 439.

## Locatie van de veldslag
Het is niet zeker waar de veldslag precies heeft plaatsgevonden. Desalniettemin is er een goede theorie waar de "Mons Colubrarius", dat Slangenberg betekent, zich bevindt. In de buurt van het Franse dorp Olonzac, ten zuiden van Gallië, ligt een kleine heuvel genaamd "de Roc de la Garde Roland". Uit een manuscript uit de 12e eeuw, wordt verhaald over een veldslag die hier ten tijde van Karel de Grote plaatsvond, ongeveer drie eeuwen na de Gotische oorlog van 436-439. Een metgezel van Karel de Grote, bisschop Turpin, ondervraagt in het manuscript een Saraceen na de veldslag, die hem vertelt dat zijn huis zich bij Petra Colobram bevindt, en dat die heuvel later de naam Roc de la Garde Roland zou krijgen. Naast het feit dat de tekst daarmee deze plek lijkt te bevestigen als locatie van de veldslag, leent de locatie zich goed voor een gevecht.